# 小林芳樹
小林芳樹（こばやし よしき、1973年 - ）は、日本の精神科医。専攻はラカン派精神分析、精神医学。

## 略歴
- 2000年　京都府立医科大学卒業、京都府立医科大学附属病院勤務
- 2006年～2011年　パリ第8大学精神分析学科大学院留学、ジャック＝アラン・ミレールの指導を受け、修士号取得
- 2013年　独立行政法人国立病院機構東尾張病院勤務
- 2019年　大橋クリニック副院長
- 2020年　小林心療内科・精神分析室（愛知県名古屋市千種区）院長

## 著書
- 『ラカン 患者との対話: 症例ジェラール、エディプスを超えて』